# Phantom Breaker: Battle Grounds
A Phantom Breaker: Battle Grounds (ファントムブレイカー：バトルグラウンド; Hepburn: Fantomu Bureikā: Batoru Guraundo) beat ’em up, a Phantom Breaker című verekedős játék spin-offja, melyet a 5pb. fejlesztett és jelentetett meg.
A játék először 2013. február 27-én jelent meg világszerte Xbox 360 konzolra az Xbox Live Arcade szolgáltatáson keresztül, melyet Japánban 2014. március 13-án egy dobozos PlayStation Vita-átirat követett. A PlayStation Vita-változat 2014. július 30-án jelent meg Európában és 2014. augusztus 12-én Észak-Amerikában, kizárólag digitális úton. Ez volt a 5pb. első nemzetközileg megjelentetett Vita-játéka, és Szakari Maszaki producer szerint számos nehézségbe ütköztek a területi korhatár-besorolásokkal kapcsolatban. Később egy Microsoft Windows-átiratot is bejelentettek, melyet világszerte a Degica jelentetett meg, 2015. január 23-án. A játék PlayStation 4-verziója Phantom Breaker: Battle Grounds Overdrive címen jelent meg 2015. július 12-én.
A Phantom Breaker: Battle Groundsban a játékosok a Phantom Breakerben szereplő Nisina Mikoto, Kumon Vaka, Kóno Icuki és Fudzsibajasi Juzuha csibi változatait irányíthatják, miközben nagyszámú ellenséggel kell megküzdeniük. A játék játéktermi és többjátékos módjában M, Cocoa, Infinity és Kumon Nagi is irányítható. 2013. március 12-én egy letölthető tartalom képében a Steins;Gate sorozatban szereplő Makisze Kuriszu is játszható szereplővé vált, akit 2016. november 18-án Kódzsiro Frau követett a Robotics;Notesból. A játék az I Fight Dragons amerikai pop-rock együttes Move című dalának videóklipjében is szerepel.

## Fogadtatás
| Összegzőoldal | Értékelés                                                 |
| ------------- | --------------------------------------------------------- |
| Metacritic    | 72/100 (X360) 67/100 (Vita) 64/100 (Windows) 72/100 (PS4) |

| Szerző        | Értékelés |
| ------------- | --------- |
| Destructoid   | 8,0/10    |
| EGM           | 8,0/10    |
| Game Informer | 8,0/10    |
| IGN           | 5,0/10    |

A játékot a kritikusok vegyes vagy átlagos fogadtatásban részesítették: az Xbox 360- és a PlayStation 4-változatok 72/100-as, a Windows-verzió 64/100-as, míg a PlayStation Vita-kiadás 67/100-as átlagpontszámon áll a Metacritic kritikaösszegző oldalon.